# Kiejków
Kiejków (ukr. Кийків) – wieś na Ukrainie w rejonie złoczowskim obwodu lwowskiego.

## Historia
Pod koniec XIX w. grupa domów i leśniczówka wsi Strutyn w powiecie złoczowskim.